# École de Brighton
L’École de Brighton est un courant du cinéma britannique, présent au Royaume-Uni de 1898 à 1908, qui s’est développé à Brighton et à Hove, célèbres stations balnéaires jumelles, dont l’apport est essentiel sur le plan de la naissance du langage cinématographique. On lui doit notamment les premiers découpages techniques, les premiers gros plans, les premiers montages, les premiers plans subjectifs.
L’appellation « École de Brighton » est due à l’historien français du cinéma Georges Sadoul (1904-1967) et se concrétise dans son affirmation à propos des deux plus importants réalisateurs de ce courant :

« En 1900, George Albert Smith était encore avec James Williamson à l’avant-garde de l’art cinématographique. »

L’influence de l’École de Brighton est importante, aussi bien aux États-Unis qu’en France, et Les Aventures de Dollie (1908) doivent autant au talent littéraire de Griffith qu’à sa connaissance des films anglais, tel que Sauvée par Rover (1905). De même, l’un des plus prolifiques réalisateurs français du cinéma primitif, Ferdinand Zecca, trouve sa principale source d’inspiration dans une spécialité des cinéastes anglais : les Chase films (Films de poursuite).
Dans la dernière décennie du XIXe siècle, dès l’apparition sur le marché de l’invention de Thomas Edison et William Kennedy Laurie Dickson, le kinétoscope, qui permet de visionner individuellement les premiers films du cinéma, tournés avec la caméra Kinétographe sur pellicule souple 35 mm à perforations Edison, le cinéma fait recette en Grande-Bretagne. Grâce à l’ouverture le 17 octobre 1894 à Londres d’un salon officiel de kinétoscopes, négocié avec l'Edison Manufacturing Company par la Continental Commerce Company, et sous l’influence pernicieuse de la contrefaçon à grande échelle de la machine que n’avait pas protégée au niveau international le pourtant très pointilleux inventeur américain, les chercheurs anglais mettent au point des appareils de prise de vues pour alimenter les kinétoscopes, d’origine ou piratés.

## L’émergence du cinéma anglais
Vers la fin du XIXe siècle, alors que le cinéma affronte en France sa première crise de désaffection du public aisé après la terrible catastrophe de l’incendie du Bazar de la Charité (4 mai 1897), qui prend naissance dans une cabine de projection installée dans l’enceinte du Bazar, et qui provoque la mort par asphyxie ou par crémation de 121 personnes (110 femmes, 6 hommes, 5 corps non identifiés), le cinéma anglais continue son développement grâce aux forains qui visent un public très populaire.

« La crise du cinéma avait été vers 1900 moins profonde en Grande-Bretagne que sur le continent. De nombreux music-halls montraient des films et le cinéma forain s’était développé, grâce à William Paul, ce pionnier. »

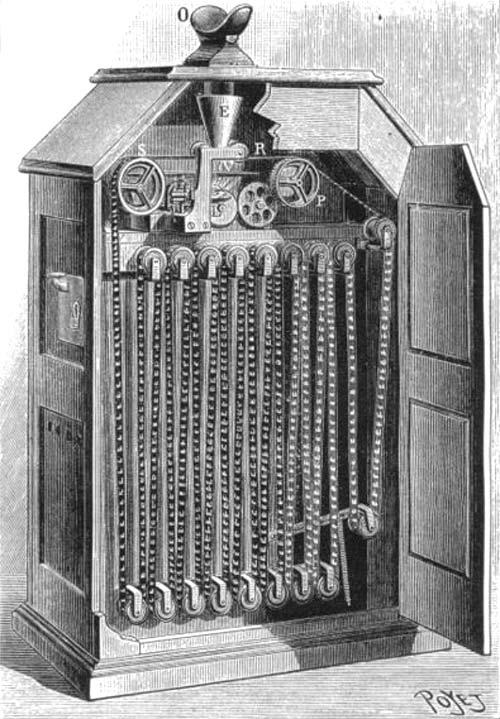
L'intérieur du kinétoscope, le film est en boucle continue. Une machine facile à contrefaire.

Robert William Paul, un revendeur londonien de matériel électrique, est chargé par des financiers d’origine grecque, Georges Georgiades et George Tragides, de mettre en fabrication des copies illicites du kinétoscope. Ce qu’il accomplit parfaitement et le pousse à continuer le commerce à son profit. Mais il n’a à sa disposition, pour charger les kinétoscopes qu’il vend, que les films fournis par Edison, eux-mêmes copiés illégalement. Pour renouveler l’offre de programmes, Paul étudie, avec l’aide d’un photographe professionnel, Birt Acres, la fabrication d’un appareil de prise de vues qui permettrait de tourner des films originaux. Ainsi, naît une caméra concurrente du kinétographe, la Kinetic, qui utilise la même pellicule Eastman, mais sans perforations, entraînée de façon intermittente par friction. Les deux hommes se chamaillent à propos du brevet et Paul fabrique sa caméra personnelle au format 35 mm.
À peu près au même moment où Louis Lumière présente en public ses premiers films tournés avec ce que la presse nomme le « kinétoscope Lumière » ou le « kinétographe Lumière », sur une pellicule de 35 mm à perforations Lumière (perforations rondes à raison d’un seul jeu par photogramme), Robert William Paul présente les siens à l’aide du kinétoscope. Le succès de la machine des frères Lumière, connue désormais sous l’appellation caméra Cinématographe Lumière, et qui permet avec le même appareil la projection sur grand écran, incite Paul à construire un appareil de projection, le Theatrograph, dont il fournit un exemplaire à Georges Méliès qui le bricole et en fait un appareil de prise de vues.
Robert William Paul est le premier réalisateur de films britannique. À ce titre, il va conseiller techniquement les nouveaux cinéastes anglais de Brighton, apparus dans son sillage.

## L’invention du découpage technique et du montage
Pourquoi Brighton ? Le cinéma des débuts a besoin d’une puissante source de lumière naturelle, et le soleil n’est pas toujours présent à Londres. En revanche, la ville balnéaire est bien servie en ce domaine. La photographie pour amateurs y fleurit pour cette raison, et il n’est pas étonnant que James Williamson y tienne d’abord une droguerie, où aux côtés de savons, de cires, etc., il offre aux photographes les produits nécessaires à leur art : révélateur, fixateur et plaques photosensibles, avant de se lancer dans la production, la réalisation et la commercialisation de films de cinéma. Pas étonnant non plus que George Albert Smith soit un hypnotiseur de Brighton, versé dans la télépathie et la poudre aux yeux. Le cinéma est juste ce qu’il leur faut, et ce n’est pas leur ami Georges Méliès qui pourrait leur dire le contraire.
Les autres cinéastes ne sont pas établis à Brighton, mais le soleil les y attire irrésistiblement. Robert William Paul est guidé dans l’esthétique de ses films par le même souci que Louis Lumière, qui est d’obtenir une image conforme aux canons des arts graphiques (gravure et photographie), auxquels s’ajoute le mouvement. Ainsi, les bobineaux Lumière sont désignés, en tant que produits industriels, comme étant des « vues photographiques animées ». Les Anglais de Brighton, sans doute moins cultivés que Paul et Lumière, sont dès leurs premiers essais libres de toute influence, et ils osent des cadrages et une manipulation de la pellicule qui n’obéissent à aucune des règles établies depuis l’apparition des premiers films en 1891.
Jusqu’en 1900, les cinéastes du monde entier tournent leurs fictions de la même façon : dans un décor (réel ou reconstitué), des comédiens, cadrés en pied, jouent une scène du début à sa fin. Chaque bobineau dure en général de 30 secondes à 1 minute. C’est la durée moyenne de tous les films. Mais bien vite, dès 1898, des réalisateurs comme Georges Méliès fabriquent leurs films avec plusieurs prises de vues différentes mises bout à bout. Il s’agit, pour Méliès, de l’équivalent de la succession des tableaux au music-hall. D’ailleurs, c’est l’appellation de ses bobineaux : des « tableaux ». Et l’idée de les assembler pour ne pas avoir à recharger l’appareil de projection d’un « tableau » à l’autre est ce qu’il appelle un « changement à vue », comme les transformations de décors « en direct », devant le public du music-hall, avec les actions coordonnées d’une équipe d’habiles machinistes. Ce changement à vue, grâce au cinéma, est moins acrobatique et risqué, et consiste à suspendre tout simplement la prise de vues pour recharger la caméra et modifier commodément décor et costumes. Il suffit ensuite d’un peu d’acétone pour souder les bobineaux à la suite les uns des autres (ce qu’on appelle une « collure »). Mais ce rapprochement physique des différents « tableaux » n’est pas ce qu’on appelle aujourd’hui le montage. Méliès termine chaque « tableau » par un fondu de fermeture (un emprunt aux projections à deux lanternes magiques, qu’il adapte au cinéma) et commence le tableau suivant par un fondu d’ouverture, comme s’il voulait masquer le heurt et la transformation de sens créés par tout plan qui succède à un autre.

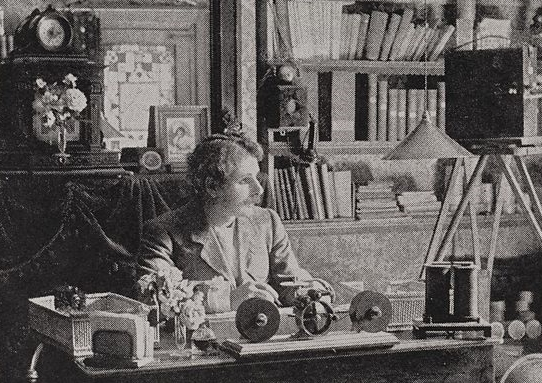
George Albert Smith à 36 ans (1864-1959). À droite, sa caméra sur un trépied ; sur son bureau, la machine à mesurer la longueur des films.

En 1900, George Albert Smith systématise une découverte qu’il a faite la même année avec As seen through a telescope (Ce qu'on voit dans un télescope, parfois nommé L'Astronome indiscret) : il introduit une prise de vues à l’intérieur d’une autre pour expliquer l’action. Assis sur un tabouret installé en pleine rue, un indiscret braque sa longue-vue en direction d’une jeune cycliste qu’un bel homme aide à positionner les pieds sur les pédales et qui en profite pour lui caresser le mollet. Un gros plan, encadré par un vignettage circulaire, montre la main s’intéressant au galbe du mollet de la belle. Puis l’action, vue en "Plan moyen", se poursuit. Le voyeur, démasqué, est renversé par l’homme galant.

« George Albert Smith a compris que le Plan est l’unité créatrice du film. Il n’est pas seulement ”une image“, il est l’outil qui permet de créer le temps et l’espace imaginaires du récit filmique, au moyen de coupures dans l’espace et dans le temps chaque fois que l’on crée un nouveau plan que l’on ajoute au précédent. »

Cette fois, George Albert Smith tourne Grandma’s Reading Glass (La Loupe de grand-maman), un film très court (80 secondes), constitué par un montage de dix plans. Un plan, cadré à mi-cuisses (Plan américain) où un jeune garçon s’amuse avec la loupe de lecture de sa grand-mère occupée à un travail de couture, assure la continuité de l’action. Dans ce plan, divisé en 5 plans montés, Smith introduit 5 autres plans, des gros plans de ce que le gamin observe : une coupure de journal (qui ouvre le film), une montre et son mécanisme, un oiseau dans sa cage, l’œil riboulant comiquement de la grand-mère et enfin le chaton dans son panier. Le film se termine par l’impatience de la grand-mère qui arrête le jeu de son petit-fils.
Georges Sadoul en conclut très justement : 

« Cette alternance du gros plan et des plans généraux dans une même scène est le principe du découpage. Par là, Smith crée le premier véritable montage. »

## L’invention du gros plan
Les cinéastes de Brighton appelaient un gros plan a magnificent view, « une vue agrandie », c’est-à-dire magnifiée.

Mais George Albert Smith, en découpant L'Astronome indiscret où il montre un mollet de femme, et La Loupe de grand-maman où c’est l’œil de la grand-mère qui envahit l’écran, il commet une transgression majeure : 

« Il ose morceler le corps des personnages. En 1900, un cadrage trop serré sur une personne, coupant les jambes, ou le bassin, ou la poitrine, ou le visage, était considéré comme monstrueux, offrant presque de façon indécente l’étal d’un boucher. Les personnages d’un film ne pouvaient pas devenir des estropiés, des manchots ou des culs de jatte !… Ces interdits appartenaient aux codes de décence d’une société répressive bardée de tabous, qui avait fait du corps un lieu de honte et du sexe une abomination. »

Dans ses mémoires, David Wark Griffith rapporte une réaction amusante du public à la vue des premiers Plans américains : « En voyant ces images, les spectateurs de l’un des premiers nickel-odéons poussèrent des grands cris. Ils voulaient savoir où les pieds des acteurs avaient bien pu passer » !
En 1901, dans le Barbe-Bleue de Georges Méliès, lorsque la septième femme, désobéissant aux ordres de son époux, entre dans la pièce maudite et laisse tomber la clé au pied d’un billot ensanglanté par les cadavres des six premières épouses, Méliès fait grandir la clé par une succession d’arrêts de caméra et autant de substitutions de clés en bois de plus en plus grandes afin de montrer que la clé est maintenant tachée de sang. L’objet devient aussi haut que le personnage, là où un simple gros plan de la clé aurait suffi ! Mais Méliès ne pouvait pas envisager que son tableau puisse être interrompu par un cadrage serré sur une main en quelque sorte amputée.

## L’invention du plan subjectif
George Albert Smith invente ainsi au début du XXe siècle, non seulement le découpage en plans, qui est l’essence même du cinéma, mais encore son corollaire le montage, et en plus l’utilisation dramatique du gros plan, et aussi du très gros plan (l’œil de la grand-mère). Il fait même plus : il invente le plan subjectif, car tous les plans vus par le jeune garçon à travers la loupe sont des plans subjectifs, c'est-à-dire que la caméra emprunte le regard d’un des personnages.
Certains écrits sur le cinéma prétendent que Georges Méliès est le découvreur du gros plan. Pour le démontrer, on fait appel aux planètes qu’évoque plusieurs fois le Maître de Montreuil : la Lune grimaçante dans Le Voyage dans la Lune en 1902, les planètes et le soleil grotesques de Le Voyage à travers l'impossible en 1904, et aussi la tête grossissante de L'Homme à la tête en caoutchouc en 1901. Le jugement des rédacteurs de ces écrits est trompé par le fait que ce sont des comédiens maquillés outrageusement qui incarnent les planètes, et qui sont filmés d’assez près, mais en fait il ne s’agit que de tableaux censés représenter des objets célestes filmés en entier, et non pas des visages filmés en gros plan. D’autres soutiennent que c’est Griffith le premier instigateur des gros plans. En vérité, si l’on visionne les quatre premières années des films réalisés par Griffith, il faut attendre The Miser's Heart (Le Cœur de la misère), en 1911, pour relever un seul gros plan d’une bougie qui entame une corde, celle qui retient la petite Katie suspendue au-dessus du vide par des cambrioleurs qui cherchent à extorquer à son vieil ami la combinaison de son coffre. Les gros plans de visage qui seront une marque du talent du réalisateur américain dans Naissance d'une nation n’apparaîtront qu’en 1914. Les gros plans de George Albert Smith datent, eux, de 1898-1900.
La même exagération mensongère est faite à propos des plans subjectifs. On parle ainsi de plan subjectif quand Alexandre Promio, en 1896, s’embarque au Départ en train de Jérusalem et qu’il filme le quai en travelling arrière, installé en queue de convoi, sans doute sur la plate-forme de serrage du frein de secours. Sur le quai, des gens dont on s’éloigne progressivement le saluent amicalement. Le fait que ces gens s’adressent à Alexandre Promio lui-même pousse à croire qu’il s’agit d’un plan subjectif. Mais ceci est totalement faux, car pour qu’un plan soit dit subjectif, il faut qu’il soit confronté à au moins un autre plan qui serait cadré selon un autre axe de prise de vues que celui de ce plan. Dans l’exemple du train, ce serait un plan nous montrant Promio moulinant sa manivelle de sa Caméra Cinématographe Lumière. Le plan filmé par Promio serait alors un plan subjectif, c'est-à-dire ce qu’il voit des quais en s’éloignant par le train. Le plan de Promio, vu par ceux qui restent sur le quai, ne serait un plan subjectif, c'est-à-dire ce que voient les gens qui saluent sur le quai le départ de Promio, qu’à la condition que l’on voit Promio s’éloigner de notre regard. Si ce plan est tourné depuis la plateforme même, ce ne peut être un plan subjectif, car la caméra accompagne alors le personnage et ne représente plus ce que voient les assistants restés sur le quai. Mais aucune de ces configurations ne figurent dans ce film.
D’autres affirment que c’est Méliès qui a créé ce type de plans, puisqu’il prend à partie, d’un clin d’œil ou en le saluant, le public censé le regarder faire en 1896 Escamotage d'une dame au théâtre Robert-Houdin, ou manipuler en 1904 Les Cartes vivantes. Mais là aussi, il manque, pour que ces « tableaux » soient des plans subjectifs, la représentation de celui de qui la caméra emprunte le regard, autrement dit du public d’une salle de music-hall. Or, Méliès, qui s’adresse constamment à la caméra, ne montre jamais son public, et ses « tableaux » restent ce qu’ils sont : des plans (objectifs).

## L’invention du champ-contrechamp
Si George Albert Smith introduit une novation de taille en découvrant la possibilité de tourner la scène en plusieurs plans aux cadrages différents, ses plans sont en revanche toujours déterminés en fonction d’une seule direction de prise de vues qui est l’axe frontal, face à la scène jouée. Il faut se rappeler que l’émulsion photosensible utilisée par tous à l’époque est une émulsion orthopanchromatique qui ne reproduit correctement qu’une partie du spectre solaire, traduisant le rouge en gris faible et le bleu en blanc pur. Il est donc nécessaire, pour obtenir une « belle image », que l’opérateur évite absolument tout contre-jour, d’où l’habitude de toujours filmer en tournant le dos au soleil. Il faut attendre la mise au point dans les années 1920 d’une émulsion noir et blanc panchromatique pour que les ciels nuageux se montrent dans leur splendeur et que les comédiens cessent de se maquiller en noir les lèvres (d’une pâleur mortelle avec le film orthopanchromatique), et qu’enfin les opérateurs puissent couramment photographier en contre-jour.

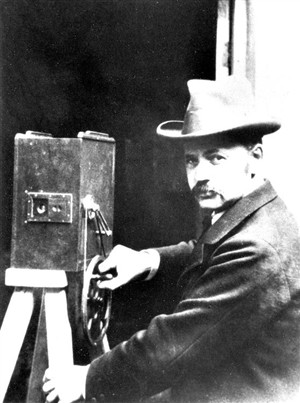
James Williamson à 45 ans (1855-1933), actionnant sa caméra Williamson.

Mais en 1900, dans son film Attaque d'une mission en Chine, James Williamson choisit de plonger au cœur de l’action. Le film se situe pendant la révolte des Boxers, une société secrète qui veut expulser les Occidentaux hors de Chine. Ces événements se déroulent en réalité durant l’année même du tournage. Des insurgés investissent une mission, tuent le pasteur et incendient le bâtiment. Ils sont délogés par un bataillon de fusiliers marins, les Blue Jackets, qui sauve l’épouse du pasteur, l’enfant et sa gouvernante. Pour décrire la bataille, James Williamson retourne sa caméra à 180°, ce qui dévoile la scène que l’on voit d’un côté de la caméra après avoir vu ce qui se passe de l’autre côté et crée pour la première fois au cinéma le couple champ-contrechamp. 

« En retournant sa caméra par rapport à la mission bien éclairée de face, il provoque un violent décrochage de lumière derrière les fusiliers marins, ce qui rend la photographie très contrastée, avec les visages un peu sombres, mais donne à ce plan une force dramatique certaine car il authentifie la réalité géographique du lieu où se déroule le drame. Quand, dans le plan suivant, les fusiliers marins occupent tout le devant de la maison, mettant en déroute les Boxers, l’émotion est à son comble et pourrait se comparer à une scène d’action d’un Howard Hawks, d’un John Ford ou d’un Raoul Walsh. »

Georges Sadoul souligne : 

« Ce style de récit, typiquement cinématographique, paraît avoir été inconnu en 1900, hors d’Angleterre. »

James Williamson est un spécialiste de la violation des règles que le cinéma à ses débuts, emprunte à la photographie. En 1901, dans A Big Swallow (Une bouchée extraordinaire), il nous montre un gentleman plutôt nerveux, agressif et terriblement volubile, qui s’approche en jacassant de la caméra immobile. Apparemment, il refuse de se faire filmer mais ne s’esquive pas. Bien au contraire, il s’approche de plus en plus, passant du plan américain au plan rapproché, puis au gros plan, au très gros plan, et enfin il avale en très-très gros plan l’objectif de la caméra, plongeant l’image dans le noir. Dans la pénombre, un opérateur et son appareil basculent apparemment dans le gosier du personnage. Nous revenons alors au très-très gros plan de la bouche du personnage qui recule, satisfait, se cadrant en gros plan. Il mâche férocement et enfin éclate d’un rire dément. Ce film-gag est aussi une provocation car c’est la première fois qu’au cinéma est décrit avec tant de détails et en si grande proportion le visage d’un comédien dont la bouche semble avaler l’écran de projection… De l’œil riboulant de la grand-mère à la bouche omnivore de ce fou, les deux maîtres de l’École de Brighton ont ouvert la voie. À noter cependant que « l’alibi du grotesque est toujours là pour justifier un rapprochement aussi inattendu. »

## Fin de l’influence de l’École de Brighton
Georges Sadoul, avec son sens de la formule, résume avec beaucoup de pertinence ce qui mène les cinéastes de l'École de Brighton à disparaître en tant que courant et explique pourquoi, malgré leur imagination novatrice, ils ont failli passer à la trappe de l'histoire du cinéma :

« Tandis que la production restait artisanale en Grande-Bretagne, elle était industrialisée en France par Charles Pathé. »

Charles Pathé, fils d’un boucher de Vincennes, avait mal commencé sa vie professionnelle, mais en 1893, avec son épouse, il découvre à la Foire du Trône (Foire de Vincennes à l’époque) le phonographe de Thomas Edison et se persuade qu’il peut gagner de l’argent en faisant écouter des enregistrements sonores. Il se rend en Angleterre pour acheter un phonographe de contrebande, et le couple joue toutes ses pauvres économies contre l’acquisition de cylindres de cire enregistrés. À partir de là, Charles Pathé s’enrichit, achète un kinétoscope d’Edison, piraté par les Anglais, et fonde en quelques années un empire industriel qui le place au plus haut niveau de la finance mondiale. 

« En 1908, la société possédait deux millions d’immeubles aux États-Unis, elle avait ses usines de tirage près de New York, où elle allait ouvrir ses studios. Et le métrage de pellicule vendue par Pathé aux États-Unis dépassait le double de la vente totale de tous les grands producteurs américains réunis. »

 Dès 1902, la Nouvelle société Pathé Frères produit plusieurs centaines de films courts par an. En face d’elle, l’Edison Manufacturing Company et l’American Mutoscope and Biograph Company tournent aussi de nombreux films, mais ne sont pas aussi puissantes que la société française.
Par rapport à ces géants, les sociétés de production britanniques sont de bien petites entités, dont la production n’est tout au plus que de quelques dizaines de films courts par an. En 1902, Louis Lumière s’arrête de produire, car il comprend que seules les œuvres de fiction intéressent vraiment le grand public, et il ne se sent pas de taille à égaler des « saltimbanques » comme Georges Méliès ou Charles Pathé qui, eux, connaissent le grand public et ses réactions aux spectacles populaires, foire ou music-hall, alors que les deux frères lyonnais appartiennent plutôt au monde petit-bourgeois de leur clientèle aisée. Les cinéastes de l’École de Brighton peuvent ainsi affronter leur principal concurrent français qui se contente de gérer son catalogue de quelque 1 400 « vues photographiques animées ». La concurrence avec leur ami Georges Méliès ressemble plus à de l’émulation fraternelle, n’hésitant pas à se prodiguer mutuellement des conseils et des idées de scénarios.
Alors que Charles Pathé reçoit l’appui financier et l’apport en savoir-faire commercial d’un « groupement lyonnais », animé par Jean-Antoine Neyret, gantier en Dauphiné, propriétaire de houillères à Saint-Étienne, dont il est maire, et maître de forges à Firminy, futur créateur des premières aciéries de Dunkerque, Georges Méliès, happé par son succès, préfère rester en famille et donne à son frère Gaston des responsabilités qui, malheureusement pour la Star Film, dépassent les capacités gestionnaires du personnage, beaucoup moins doué que Georges. Mais la Star Film profite d’une production imaginative qui fait pièce aux millions dont profite Charles Pathé. Le Voyage dans la Lune est un succès mondial. En 1902, c’est un film complet, bien qu’il ne dépasse pas treize minutes (à l’époque, c’est la longueur normale d’un film).
En Angleterre, les cinéastes restent avant tout des artisans. Certes, en 1900, la Vitagraph Company de New York achète vingt-neuf films à George Albert Smith, et en France comme aux États-Unis, tous les cinéastes apprécient les travaux de l’École de Brighton. Certes aussi, à l'imitation de Méliès, les cinéastes de ce courant vont édifier de modestes studios pour mieux accueillir leurs tournages, mais ils préfèrent le grand air, les extérieurs, le tournage à quelques personnes, une poignée de techniciens et une pincée de comédiens. L’industrialisation des tournages chez Pathé Frères et chez Gaumont, et même l’ampleur des moyens de Méliès, ne sont pas de leur monde. Avant de faire des films, ils possédaient tous une activité ou deux, lucratives : par exemple, George Albert Smith était spirite et hypnotiseur, ce qui, dans une petite ville de province comme Brighton, représentait une bonne affaire que l’arrivée des touristes en été ne pouvait que renforcer, James Williamson tenait une droguerie spécialisée dans la vente de fournitures pour les photographes, professionnels ou vacanciers aisés, et il organisait régulièrement des projections de vues photographiques avec une lanterne magique. La découverte du cinéma fut pour eux une aubaine qui excita leur curiosité et leur créativité. Mais ils ne voulaient pas se cantonner à des tournages répétitifs, ils avaient soif d’autres activités.
Aussi, George Albert Smith entreprend-il, avec l’Américain Charles Urban, la mise au point d’un procédé bi-chrome de cinéma en couleur, le Kinémacolor. Dès lors, le perfectionnement et la commercialisation de ce procédé devient sa seule activité. Le Kinémacolor rencontrera un bon accueil mais la Guerre de 14-18, reléguant les spectacles récréatifs au rang de fantaisies antipatriotiques, arrêtera l’expansion de ce procédé qui concernera quand même quelque 250 films, avant que le Technicolor américain, procédé bi-chrome au début, puis tri-chrome dès 1917, n’emporte l’adhésion de tout le marché.
James Williamson, lui, continue de tourner jusqu’en 1913, et lance des programmes d’actualités filmées que la guerre de 14-18 viendra stopper. Il développe aussi une petite industrie de fabrications de caméras, de tourelles d’objectifs, etc. Et, pour son plaisir personnel, initie un système de projection original qui permet aux spectateurs de choisir les intertitres d’un film avant de le visionner, première expérience de cinéma interactif. On reconnaît dans cette invention burlesque l’esprit Monty Python avant l’heure de James Williamson.

## Producteurs, réalisateurs et comédiens

### Producteurs et sociétés
- George Albert Smith (1864-1959). G.A.S. Films
- James Williamson (1855-1933). Williamson Kinetograph Company
- Frank Mottershaw (1850-1932). Sheffield Photo Company
- William Haggar (1851-1925). William Haggar and Sons
- Cecil Hepworth (1874-1953). Hepworth Manufacturing Company
- Arthur Albert « Esmé » Collings (1859-1936). Esmé Collings Limited

associé historiquement, mais ne faisant pas partie du courant :
- Birt Acres (1854-1918)
- Robert W. Paul (1869-1943). Robert W. Paul Productions
- James Bamforth (1841-1911). Bamforth and Company Ltd

### Réalisateurs
- George Albert Smith
- James Williamson
- Frank Mottershaw
- William Haggar
- Esmé Collings
- Lewin Fitzhamon (1869-1961)

### Comédiens
- George Albert Smith
- Laura Eugenia Bayley (son épouse)
- James Williamson
- Tom Williamson
- William Haggar